# Garage Isidore
 (janvier 2025).
Si vous disposez d'ouvrages ou d'articles de référence ou si vous connaissez des sites web de qualité traitant du thème abordé ici, merci de compléter l'article en donnant les références utiles à sa vérifiabilité et en les liant à la section « Notes et références ».
Garage Isidore est une série de bande dessinée humoristique de François Gilson au scénario, dessin d'Olis du tome 1 à 8, de Stédo du tome 9 à 11 puis Alain Sikorski du tome 12 à 14 et Cerise à la couleur.

## Synopsis
La série présente les mésaventures du garagiste Isidore, surnommé « M'sieur Zid » par ses deux apprentis, Chris et Freddy. Isidore est un garagiste sympathique et insouciant, un peu flemmard ; il doit néanmoins surveiller l'incompétence de ses deux apprentis et lutter contre la concurrence du garage d'en face (Garage Lamordache).

## Publication

### Albums
Éditions Dupuis
1. Salade de bielles (1995)
2. J'ai un bruit (1995)
3. Silence, on tracte (1996)
4. Cauchemar mécanique (1997)
5. Le mambo du mécano (1998)
6. Gentleman dépanneur (1999)
7. Les complices de la clé plate (2000)
8. Révision de printemps (2002)
9. Panne d'allumage (2003)
10. Un petit réglage (2004)
11. Moteur ! (2007)
12. Place au pro (2008)
13. Plein pot (2009)
14. Rallye en folie (2011)

- Collection Pirate : Tome 1, 4 et 7 (seconde édition des tomes 1, 4 et 7)